# 復員殺人事件
『復員殺人事件』（ふくいんさつじんじけん）は、坂口安吾による未完の長編探偵小説。のち、高木彬光によって完結編が補筆された。坂口安吾の探偵小説としては『不連続殺人事件』に続く第2作であり、『不連続殺人事件』に登場した巨勢博士が再び探偵役として登場する。
文藝春秋新社の雑誌『座談』第3巻第6号 - 第7号（1949年〈昭和24年〉8月 - 9月）、第4巻第1号 - 第3号（1950年〈昭和25年〉1月 - 3月）に連載されたが（1949年10月号から12月号までは休載）、掲載誌廃刊のため第19章までで中断された。連載時には『不連続殺人事件』同様、懸賞金つきの読者への挑戦が出されていたが、読者へのヒントが出揃う前に中断されている。
その後、執筆の再開がなされぬまま、作者の坂口安吾自身も1955年（昭和30年）に没したため未完となっていたが、雑誌『宝石』の企画で、高木彬光が完結編を執筆することになり、『樹のごときもの歩く』（きのごときものあるく）と改題され、『宝石』1957年（昭和32年）8月号から11月号まで坂口安吾執筆分が再連載されたのち、高木による完結編が同年12月号から翌1958年（昭和33年）2月号まで連載され、1カ月の休載をはさんで、解決編が同年4月号に掲載され完結した。
1958年8月、東京創元社から『樹のごときもの歩く』の題名で刊行された。1970年刊行の冬樹社版『定本 坂口安吾全集』第10巻で、原題の『復員殺人事件』に戻されている。
S・S・ヴァン・ダインの『甲虫殺人事件』を意識して書かれた作品で、第7章で、そのトリックへの言及がなされている。

## あらすじ
昭和22年（1947年）9月18日。小説家の矢代寸兵が、友人である私立探偵・巨勢博士の探偵事務所を訪れると、そこには倉田定夫・美津子の兄妹が依頼に訪れていた。
昭和17年（1942年）1月末、小田原の成金である倉田由之の長男・公一と、その子の仁一が、早川口での海釣りからの帰り、線路沿いで、轢死体となって発見された。二人とも顔面に殴られた痕跡があったことから、警察は、何者かが二人の顔面を殴って昏倒させ、線路に寝かせて轢死させた、と推定した。公一はその前日、倉田家の下男である杉本重吉一家の不潔さに耐え兼ね、大喧嘩をしたところであった。そして、倉田家の男子には全員アリバイがなかった。
公一の事件から一週間後に応召した倉田家の次男、安彦は、昭和22年（1947年）9月17日に復員した。彼は右手と左足を失い、両目を失明し、言葉も話せなくなっていた上、人相も崩壊し、安彦本人かどうかも見分けがつきかねるほどの状態となっていた。
翌日（9月18日）、安彦の弟の定夫と妹の美津子が、巨勢博士の事務所を訪れる。出征前に安彦が残していた手型と、復員兵の手型を照合してほしい、という依頼であったが、両者は同一であった。定夫は、公一父子の殺害犯は安彦であると主張し、美津子は、安彦は犯人ではないが犯人を知っており、犯人に殺害される恐れがある、と主張する。出征前、安彦は、自分が戦死したら中を見るように、と言い残して、美津子に一冊の日記帳を託していたのである。その包み紙には「マルコ伝第八章二四」と記されていた。マルコ伝第8章24は「人を見る、それは樹の如きものの歩くが見ゆ」という文言であり、安彦が犯人を見たことを暗示しているらしい。だが、昭和19年（1944年）末、疎開の準備に際して調べたところ、日記帳はなくなっていたという。
何かを予期したらしい巨勢博士は、矢代と箱根に泊まりにいく、という口実を作って、小田原に乗り込んだ。彼らは、小田原駅前の自動電話ボックスで、不審な若い女性が電話で定夫を呼び出そうとしているのを目撃する。
小田原署を訪れた巨勢博士は、捜査主任の大矢警部補から、倉田公一事件の再搜査を求める不審な投書が相次いで寄せられていることを教えられる。そして、巨勢博士には東京のボクシングジムに泊まると告げた倉田公一は、なぜか小田原に帰ってきていた。
そこへ、倉田家で多重殺人事件が発生した、との通報が入る。滝沢起久子（倉田家の長女）が射殺、安彦が絞殺され、美津子、由之、由子（公一未亡人）の3人が催眠薬を飲まされた状態で発見されたのである。事件現場にはヴァン・ダインの『甲虫殺人事件』が残されていた。その一方で、起久子を射ったピストルと、美津子が持っていた手型が姿を消していた。
捜査中、杉本重吉は、出征前の安彦は身長5尺6寸2分（約170センチメートル）だったのに、復員した安彦は5尺5寸6分（約168センチメートル）であり、したがって復員した安彦は偽者であると主張した。
9月21日。朝鮮の新宗教「龍教」の信者たちが、小田原に住むという正体不明の指導者「大孫」の指令で、日本に集団密入国を試みつつあることが判明する。杉本重吉はかつて龍教の信者であった。また、19日に倉田組の第七ミユキ丸が伊東市に入港し、多数の不審人物が下船していたことが判明し、関連性が疑われた。
9月23日。倉田定夫がフグ中毒で倒れ死亡する（ここまでが坂口安吾執筆分）。

## 登場人物
倉田由之
倉田家当主。60近く。元は中学校の武道教師で、柔道5段、剣道4段。現在は漁船の船主で、温泉旅館なども経営している一方、密貿易を行っているという噂がある。
倉田公一
由之の長男。病弱で腺病質。昭和17年（1942年）1月、変死体となって発見される。
倉田由子
公一の妻。公一の生前から義父の由之と関係を持っている。
倉田仁一
公一の子。父とともに変死体となって発見される。
倉田安彦
由之の次男。1942年当時25歳。戦争で負傷し、右手と左足、それに両目の視力と声を失った「現代版丹下左膳」となって復員した。ただし、復員した人物が安彦本人であるかどうかは疑われている。
倉田定夫
由之の三男。1942年当時20歳。ボクシングのバンタム級新人王。サクラ拳闘倶楽部所属。
倉田美津子
由之の次女。1942年当時17歳。
滝沢三次郎
由之の秘書で娘婿。倉田家に同居している。
滝沢起久子
由之の長女で三次郎の妻。1942年当時22歳。三歳の幼児あり。
土肥トミ子
由之の元妾。
杉本重吉
倉田家の下男。1942年当時45歳。通称「蛸の重吉」「蛸重」。
中学時代に由之に武道を習う。卒業間際にモトとの関係が発覚、由之の尽力で卒業、結婚する。その後、朝鮮に渡り京城で巡査になったが、「龍教」という宗教に凝って辞職し、信徒総代となる。朝鮮に渡ってから10年半ののち、困窮して帰郷。恩師の由之のもとに転がり込み、下男となる。
屈託なく快活だが、石頭で粗野で無礼、不潔。放屁の達人。公一とは不和。
杉本モト
重吉の妻。1942年当時43歳。
倉田家の女中。
杉本久七
重吉の長男。夜釣りを業とする。父親ゆずりの石頭と怪力の持ち主で、無口でありほとんど笑わない。極端な負けず嫌いで執念深い。
杉本スミ
重吉の長女。倉田家の女中。
定夫に電話をかけた女
小田原駅前の自動電話ボックスで、電話をかけて定夫を呼び出そうとしているところを巨勢と矢代に目撃された、謎の女性。巨勢らと同じ列車で東京からやってきたらしい。23 - 24歳くらい。連載時の登場人物紹介では「後に名前も現れます」とされていたが、結局、「境ツネ子」という偽名が挙げられたのみで、坂口安吾執筆分では最後まで正体不明のままだった。
島田芳次
熱海在住のヤミ屋で共産党員。元フェザー級のボクサーで、定夫の恩人。
金大祖
新宗教「龍教」の教祖。朝鮮人の老婆。大正13年（1924年）に朝鮮で龍教を開教した。昭和11年（1936年）死去。
大孫
「龍教」の最高統率者とされる謎の人物。正体も所在も不明だが、小田原にいると推測されている。
巨勢（こせ）博士
私立探偵。「博士」は通称。前作『不連続殺人事件』では職業不明であったが、事件を解決したことで一躍名をあげ、有楽町駅に近いビルの一室に探偵事務所を開業した。ただし、矢代によれば「実はヤミ屋事務所かも知れず、この博士のやることは見当がつかない」。
矢代寸兵
小説家。前作『不連続殺人事件』に引き続き語り手をつとめる。巨勢博士の元師匠で年長の友人。巨勢博士を飲みに誘おうと探偵事務所に行ったところ、たまたま定夫と美津子が依頼に来ていたため、事件に巻き込まれることになる。以前に小田原に住んでいたことがあり、その際に泥棒に入られた縁で、小田原署の大矢警部補や三村刑事とは顔馴染み。
大矢
小田原署の捜査主任。警部補。巨勢、矢代の双方と顔馴染み。
三村
小田原署の刑事。巨勢、矢代の双方と顔馴染み。倉田公一事件の捜査に熱心。
八雲
小田原の開業医で、道楽と正義感で警察医も兼ねている変り者。

## 完結編『樹のごときもの歩く』
1957年8月号から『宝石』編集長に就任した江戸川乱歩により、てこ入れ策の一つとして、未完の『復員殺人事件』を高木彬光によって完結させ、3万円の犯人当て懸賞を出す、という企画が建てられた。この際、江戸川乱歩の提案で『樹のごときもの歩く』と改題されている。
坂口安吾は生前、妻の三千代に、犯人やメイン・トリックなどの核心部分について言い残していた。高木は、当初、これを参考にして完結編を執筆するつもりでいたが、実際に確認してみたところ、「全然頂けない解決」であり使いものにならない、と判断せざるを得なかったという。高木は、「まさか、鬼才といわれる故坂口安吾氏が、そういう解決を考えられたわけもありますまいから、恐らく未亡人の方も、被害者の一人としてホンローされていたのでありましょう」と評し、坂口の構想は別にあったのではないか、と推測している。
このため高木は、三千代の伝え聞いた遺言をほとんど無視する形で執筆することになり、易者の黄小娥に、安吾が意図していた犯人を占い出してもらい、それに合わせて辻褄合わせをしていったという。
懸賞問題は以下の5問であった。
1. 犯人の名前
2. 「樹のごときもの」とは、はたしていかなる意味をもつ言葉か?
3. 犯罪の動機
4. 紀久子殺しに使われた拳銃が、ふたたび姿をあらわすまで、どのようなかくされ方をしたか?
5. 簡単なる犯行再現の説明[8]

なお、第2問と第4問は、高木自身が坂口安吾の作意を推測しかねた点であったため、高木の解決よりも優秀な解決が出されれば、高木が自腹で敗北料を払うつもりであった。しかし、解答はわずか24通しか届かなかったうえ、厳密な全問正解は1通もなかったという。そのため、かなり点を甘くした上で、準正解者として第1席（賞金1万円）1名、第2席（賞金5千円）1名、佳作（図書券2000円）8名を出すことになった。

## 評価
奥野健男は、舞台設定が不自然な『不連続殺人事件』に対し、『復員殺人事件』の「小田原の漁師成金の一家という舞台はいかにも自然でリアリティがある」と評し、「当時の社会の人間や風俗をそのまま描き、事件と推理により、そのかくされた本質、裏面まで探ろうとしている」本作は、松本清張や水上勉らによる社会派推理小説の先駆となり得た作品であった、と高く評価している。
補筆を行った高木彬光は、「坂口氏自身が最後まで書き続けられたら、現存の作品をはるかに上回る傑作になったろうが、それでもこの「不連続」にはおよばなかったろうと私はいまでも思っている」と評している。
高木による完結編について、関井光男は「この作品に張りめぐらされているトリックは、一種の判じものとして解決されたにすぎず、犯罪心理の論理的必然性に欠けているうらみがある」と評している。また七北数人は「安吾調をもじった文章はただ軽薄なだけで、変な所をカタカナにするから読みにくく、ストーリーも平板で退屈なものになった」「伏線の山は全く崩せていないホコロビだらけの解決編で、聖書の句の謎解きもヒドかった」と評している。

## 備考
物語上の年代設定は1947年9月であるが、作中、ある新聞記者が帝銀事件（1948年1月発生）に言及し、同僚に「バカ。帝銀事件は来年起るんだ」とたしなめられる場面がある。高木による補筆では、この時代錯誤がギャグとして繰り返し用いられ、巨勢博士が下山事件（1949年7月発生）やボナンザ（ボナンザグラムのこと。1950年に流行したクイズの一種）に言及する場面があったり、果ては巨勢博士が矢代に向かって「先生が『負ケラレマセン勝ツマデハ』などという小説をお書きになって、税務署とケンカなさる」（『負ケラレマセン勝ツマデハ』は坂口安吾が1951年に発表した随筆で、安吾自身が税務署と起こしたトラブルを記したもの）と発言したりしている。

## 書誌
基本的に、名義上は坂口の単著となっている場合でも、高木による補筆が収録されている。
- 坂口安吾; 高木彬光『樹のごときもの歩く』東京創元社、1958年。
- 坂口安吾; 高木彬光『樹のごときもの歩く』浪速書房〈ナニワ・ブックス〉、1963年。
- 坂口安吾『定本 坂口安吾全集 第10巻 小説 7』冬樹社、1970年11月。 - 高木による補筆は「解題」に全文収録。
- 坂口安吾『復員殺人事件』角川書店〈角川文庫〉、1977年10月。
- 坂口安吾『坂口安吾全集 11』筑摩書房〈ちくま文庫〉、1990年7月。ISBN 4-480-02471-9
- 坂口安吾; 高木彬光『樹のごときもの歩く』東洋書林、2006年12月。ISBN 4-88594-387-6
- 坂口安吾『坂口安吾全集 8』筑摩書房、1998年9月。ISBN 4-480-71038-8
- 坂口安吾『復員殺人事件』河出書房新社〈河出文庫〉、2019年8月。ISBN 978-4-309-41702-8

2010年代以降は電子書籍でも再刊

## 類例
小栗虫太郎の推理小説『悪霊』（1946年）は、冒頭部を執筆した直後に小栗が急逝したため未完となっていたが、笹沢左保によって完結篇が補筆されている。
チャールズ・ディケンズの未完の遺作『エドウィン・ドルードの謎』（1870年）は、作品の本題となる謎解きがなされぬままに終わっているため、複数の作家により完結編の補筆が試みられている。
レイモンド・チャンドラーの遺作『プードル・スプリングス物語』は、ロバート・B・パーカーにより完結編が補筆され、1989年に刊行された。